# Bente Skari
Bente Skari nata Martinsen (Oslo, 10 settembre 1972) è un'ex fondista norvegese.
Figlia di Odd Martinsen, uno dei fondisti norvegesi più forti tra la metà degli anni 1960 e la metà degli anni 1970, prese il cognome Skari dopo il matrimonio con il fondista Geir Skari nel 1999.

## Biografia
In Coppa del Mondo ha ottenuto il primo risultato di rilievo il 7 marzo 1992 nella 5 km a tecnica classica di Funäsdalen (22ª), ha ottenuto il primo podio il 28 gennaio 1995 nella staffetta a tecnica libera di Lahti (2ª) e la prima vittoria l'8 dicembre 1996 nella staffetta di Davos. Ha vinto per quattro volte la classifica generale e per cinque volte la Coppa del Mondo di sprint.
In carriera ha preso parte a tre edizioni dei Giochi olimpici invernali, Lillehammer 1994 (20ª nella 5 km), Nagano 1998 (3ª nella 5 km, 6ª nella 15 km, 9ª nell'inseguimento, 2ª nella staffetta) e Salt Lake City 2002 (1ª nella 10 km, 3ª nella 30 km, 6ª nell'inseguimento, 2ª nella staffetta) e a cinque dei Campionati mondiali, vincendo sette medaglie.

## Palmarès

### Olimpiadi
- 5 medaglie:
  - 1 oro (10 km a Salt Lake City 2002)
  - 2 argenti (staffetta a Nagano 1998; staffetta a Salt Lake City 2002)
  - 2 bronzi (5 km a Nagano 1998; 30 km a Salt Lake City 2002)

### Mondiali
- 7 medaglie:
  - 5 ori (5 km[2] a Ramsau am Dachstein 1999; 10 km, 15 km a Lahti 2001; 10 km, 15 km a Val di Fiemme 2003)
  - 1 argento (staffetta[2] Trondheim 1997)
  - 1 bronzo (staffetta a Lahti 2001)

### Coppa del Mondo
- Vincitrice della Coppa del Mondo nel 1999, nel 2000, nel 2002 e nel 2003
- Vincitrice della Coppa del Mondo di sprint nel 1998, nel 2000, nel 2001 e nel 2002
- 71 podi (59 individuali, 12 a squadre[3]), oltre a quelli conquistati in sede iridata e validi ai fini della Coppa del Mondo:
  - 46 vittorie (41 individuali, 5 a squadre)
  - 19 secondi posti (13 individuali, 6 a squadre)
  - 6 terzi posti (5 individuali, 1 a squadre)

#### Coppa del Mondo - vittorie
| Data             | Luogo                  | Paese       | Disciplina                                                                     |
| ---------------- | ---------------------- | ----------- | ------------------------------------------------------------------------------ |
| 8 dicembre 1996  | Davos                  | Svizzera    | 4x5 km (con Anita Moen, Marit Mikkelsplass e Trude Dybendahl)                  |
| 10 dicembre 1997 | Milano                 | Italia      | Sprint TL                                                                      |
| 13 dicembre 1997 | Val di Fiemme          | Italia      | 5 km TC                                                                        |
| 9 gennaio 1998   | Ramsau am Dachstein    | Austria     | 5 km TL                                                                        |
| 13 dicembre 1998 | Dobbiaco               | Italia      | 10 km TC                                                                       |
| 27 dicembre 1998 | Garmisch-Partenkirchen | Germania    | Sprint TL                                                                      |
| 28 dicembre 1998 | Engelberg              | Svizzera    | Sprint TL                                                                      |
| 29 dicembre 1998 | Kitzbühel              | Austria     | Sprint TL                                                                      |
| 5 gennaio 1999   | Otepää                 | Estonia     | 10 km TC                                                                       |
| 9 gennaio 1999   | Nové Město na Moravě   | Rep. Ceca   | 10 km TC                                                                       |
| 27 novembre 1999 | Kiruna                 | Svezia      | 5 km TC                                                                        |
| 8 dicembre 1999  | Asiago                 | Italia      | Sprint a squadre TL (con Anita Moen)                                           |
| 29 dicembre 1999 | Kitzbühel              | Austria     | Sprint TL                                                                      |
| 28 febbraio 2000 | Stoccolma              | Svezia      | Sprint TC                                                                      |
| 8 marzo 2000     | Oslo                   | Norvegia    | Sprint TC                                                                      |
| 17 marzo 2000    | Bormio                 | Italia      | 5 km TC                                                                        |
| 25 novembre 2000 | Beitostølen            | Norvegia    | 10 km TC                                                                       |
| 16 dicembre 2000 | Brusson                | Italia      | 10 km TC                                                                       |
| 28 dicembre 2000 | Engelberg              | Svizzera    | Sprint TC                                                                      |
| 14 gennaio 2001  | Soldier Hollow         | Stati Uniti | Sprint TL                                                                      |
| 1º febbraio 2001 | Asiago                 | Italia      | Sprint TL                                                                      |
| 10 febbraio 2001 | Otepää                 | Estonia     | 5 km TC                                                                        |
| 24 novembre 2001 | Kuopio                 | Finlandia   | 10 km TC                                                                       |
| 8 dicembre 2001  | Cogne                  | Italia      | 5 km TC                                                                        |
| 15 dicembre 2001 | Davos                  | Svizzera    | 10 km TC                                                                       |
| 16 dicembre 2001 | Davos                  | Svizzera    | 4x5 km (con Tina Bay, Hilde Gjermundshaug Pedersen e Vibeke Skofterud)         |
| 19 dicembre 2001 | Asiago                 | Italia      | Sprint TC                                                                      |
| 8 gennaio 2002   | Val di Fiemme          | Italia      | 15 km TC MS                                                                    |
| 5 marzo 2002     | Stoccolma              | Svezia      | Sprint TC                                                                      |
| 13 marzo 2002    | Oslo                   | Norvegia    | Sprint TC                                                                      |
| 24 novembre 2002 | Kiruna                 | Svezia      | 4x5 km (con Anita Moen, Maj Helen Sorkmo e Vibeke Skofterud)                   |
| 30 novembre 2002 | Kuusamo                | Finlandia   | 10 km TC                                                                       |
| 7 dicembre 2002  | Davos                  | Svizzera    | 10 km TL                                                                       |
| 8 dicembre 2002  | Davos                  | Svizzera    | 4x5 km (con Vibeke Skofterud, Hilde Gjermundshaug Pedersen e Maj Helen Sorkmo) |
| 14 dicembre 2002 | Cogne                  | Italia      | 15 km TC MS                                                                    |
| 15 dicembre 2002 | Cogne                  | Italia      | Sprint TC                                                                      |
| 21 dicembre 2002 | Ramsau am Dachstein    | Austria     | 10 km PU                                                                       |
| 12 gennaio 2003  | Otepää                 | Estonia     | 15 km TC MS                                                                    |
| 18 gennaio 2003  | Nové Město na Moravě   | Rep. Ceca   | 10 km TL                                                                       |
| 25 gennaio 2003  | Oberhof                | Germania    | 10 km TC MS                                                                    |
| 15 febbraio 2003 | Asiago                 | Italia      | 5 km TC                                                                        |
| 6 marzo 2003     | Oslo                   | Norvegia    | Sprint TC                                                                      |
| 8 marzo 2003     | Oslo                   | Norvegia    | 30 km TC                                                                       |
| 11 marzo 2003    | Drammen                | Norvegia    | Sprint TC                                                                      |
| 20 marzo 2003    | Borlänge               | Svezia      | Sprint TL                                                                      |
| 22 marzo 2003    | Falun                  | Svezia      | 10 km PU                                                                       |

Legenda:

MS = partenza in linea

PU =inseguimento

TC = tecnica classica

TL = tecnica libera

## Riconoscimenti
Nel 2001 fu premiata con la Medaglia Holmenkollen, uno dei riconoscimenti più prestigiosi dello sci nordico.